# Erich Priebke
Erich Priebke (29. července 1913, Hennigsdorf, Německé císařství – 11. října 2013, Řím) byl německý válečný zločinec. Za svou vinu při usmrcení více než tří set civilistů v březnu 1944 byl až v roce 1998 odsouzen na doživotí. Ze zdravotních důvodů si však mohl trest odpykávat v domácím vězení v Římě. Dopadení tohoto bývalého velitele nacistických oddílů SS trvalo téměř 50 let – po válce se mu totiž podařilo zmizet v Argentině, kde se později stal hoteliérem.
Dne 29. července 2013 oslavil 100. narozeniny. Před jeho domem v ten den demonstrovaly desítky demonstrantů, kterým vadilo jednak to, že se za své činy nikdy veřejně neomluvil, jednak mírnost jeho vězení – po Římě se totiž mohl pohybovat zcela volně; při nákupech, procházkách či v restauracích byl pouze doprovázen ochrankou.

## Masakr v Ardeatinských jeskyních
Šlo o jednoho z hlavních aktérů brutálního masakru civilistů v Ardeatinských jeskyních u Říma 24. března 1944. Nacisté, mezi nimi též Karl Hass, zde v reakci na partyzánský útok proti jednotce SS zavraždili 335 civilních rukojmí, z toho 75 Židů. Při útoku totiž zahynulo 33 německých vojáků a podplukovník SS Herbert Kappler rozhodl, že za každého mrtvého Němce zemře deset Italů. Priebke sám přiznal, že onoho osudného dne dva muže zastřelil a poté v seznamu „odškrtával" další Italy. Při procesu se však cítil nevinen a obhajoval se tím, že pouze plnil své povinnosti.
| „                           | Ardeatinské jeskyně byly pro Židy strašné, pro mne to však byla maličkost, která se ztratila ve všem dalším – bombardování, Drážďanech, Hirošimě, mých mrtvých, prohrané válce. Byl jsem voják a nikdy jsem si nemyslel, že to byl zločin. | “ |
| — Erich Priebke před soudem | |   |

### Filmové zpracování
O masakru v Ardeatinských jeskyních byl v roce 1973 natočen hraný film Masakr v Římě, kde Priebkeho roli ztvárnil Brook Williams.

## Život v Argentině
Po válce se mu podařilo uprchnout z britského zajateckého tábora a s pomocí rakouského biskupa Aloise Hudala se dostal do Argentiny. Italové po něm začali pátrat od roku 1946. V roce 1948 se konal první proces s viníky masakru, Priebke byl souzen v nepřítomnosti. Asi od roku 1949 žil v argentinském horském středisku Bariloche, stal se úspěšným hoteliérem. Působil také jako ředitel zdejší německé školy a prezident Německo-argentinské kulturní asociace.
Klíčem k jeho dopadení se stala kniha francouzského spisovatele argentinského původu Estebana Bucha Malíř z argentinského Švýcarska z roku 1991. O tři roky později k němu dovedla reportéra americké televize ABC Sama Donaldsona. V rozhovoru s ním přiznal účast na masakru s tím, že jen poslouchal rozkazy. Následně byl zatčen a koncem roku 1995 vydán k soudu do Itálie.
První soudní proces začal v květnu 1996. V něm byl sice uznán vinným, ale kvůli třicetileté promlčecí lhůtě osvobozen. Verdikt soudu vzbudil obrovskou vlnu rozhořčení. V červenci 1997 byl odsouzen k 15 letům vězení, následujícího roku jej odvolací soud poslal na doživotí. V únoru 1999 získal povolení odpykat si ze zdravotních důvodů trest v domácím vězení.
Karl Hass, který se vedle něj na masakru u Říma také podílel, měl v jeho procesu původně vystupovat jako svědek. V jeho průběhu byl však sám obviněn a stejně jako Priebke odsouzen na doživotí.